# ザ・メン (パンクバンド)
ザ・メン (The Men) は、アメリカ合衆国ニューヨーク・ブルックリンのガレージ・パンクバンド。2008年結成の5人組。

## 来歴

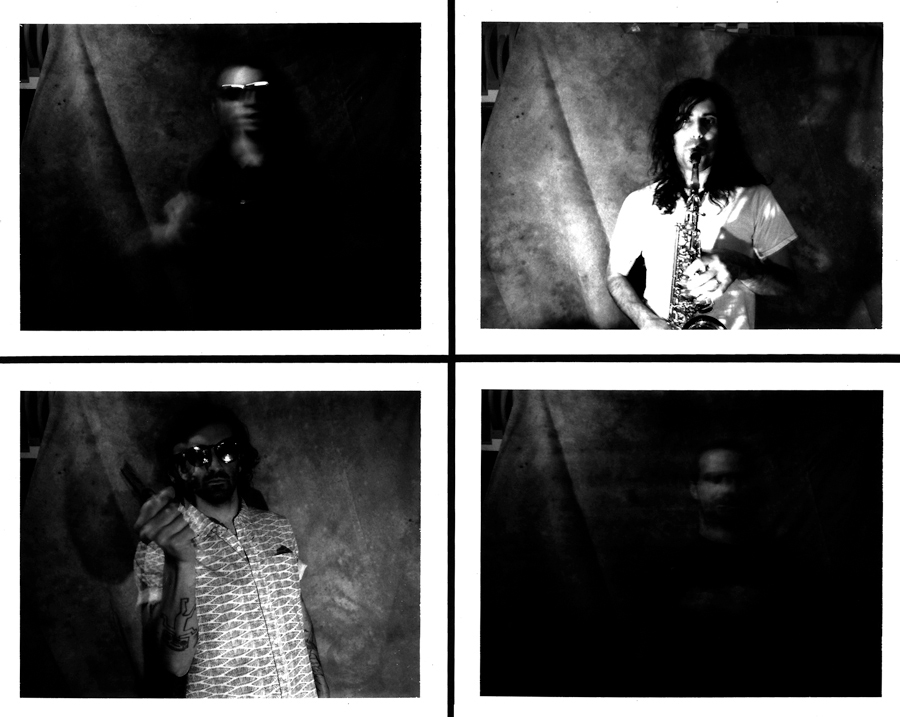
リハーサルスタジオでのザ・メン

2008年、ニューヨーク・ブルックリンで結成。いくつかのデモやEPをリリースした後、2010年に1stアルバム『Immaculada』を自主リリース。翌2011年、2ndアルバム『Leave Home』をSacred Bonesからリリースする。
2012年3月、3rdアルバム『Open Your Heart』をSacred Bonesからリリース。この作品でバンドは多くの音楽メディアから高い評価を受けた。
2013年3月5日、4thアルバム『New Moon』をSacred Bonesからリリース。
2014年3月4日、5thアルバム『Tomorrow's Hits』をSacred Bonesからリリース。
2016年、6thアルバム『Devil Music』をWe Are The Men Recordsからリリース。
2018年、7thアルバム『Drift』をSacred Bonesからリリース。
2020年、8thアルバム『Mercy』をSacred Bonesからリリース。

## ディスコグラフィ
スタジオ・アルバム
- Immaculada (2010年)
- Leave Home (2011年)
- Open Your Heart (2012年)
- New Moon (2013年)
- Tomorrow's Hits (2014年)
- Devil Music (2016年)
- Drift (2018年)
- Mercy (2020年)

EP
- We Are the Men (2009年)
- Campfire Songs (2013年)